# Kazimierz Dubowski
Kazimierz Dubowski (ur. 1 stycznia 1912, zm. 10 listopada 1981) – polski technik melioracyjny, poseł na Sejm PRL I kadencji.

## Życiorys
Syn Aleksandra, z zawodu był technikiem melioracyjnym. Należał do Zjednoczonego Stronnictwa Ludowego. W 1952 uzyskał mandat posła na Sejm PRL w okręgu Olsztyn. W parlamencie pracował w Komisji Administracji i Wymiaru Sprawiedliwości oraz Komisji Spraw Ustawodawczych. W 1955 odznaczony Krzyżem Oficerskim Orderu Odrodzenia Polski oraz Medalem 10-lecia Polski Ludowej.
Pochowany na cmentarzu komunalnym w Olsztynie (2A/1/25).